# 가스미가세키촌
가스미가세키촌(霞ヶ関村)은 사이타마현 이루마군에 존재했던 촌이다. 

## 지리
- 현재의 가와고에시의 서부에 해당한다.

## 역사
- 1889년 4월 1일 - 정촌제 시행에 의해 고다마군 가스미가세키촌이 성립하였다.
- 1896년 4월 1일 - 고다마군이 이루마군에 편입해, 이루마군 가스미가세키촌이 되었다.
- 1955년 4월 1일 - 가와고에시에 편입되었다.

## 교통

### 철도
- 국철
  - 가와고에 선
- 도부 철도
  - 도조 본선